# Закарян, Карен Сергеевич
Каре́н Серге́евич Закаря́н (арм. Կարեն Սերգեյի Զաքարյան; 28 января 1978, Армянская ССР, СССР) — армянский футболист, защитник.

## Клубная карьера
Профессиональную карьеру начал в столичном «Арабкире», отметив свой дебют 8 марта 1997 года в матче против «Еревана» отыграв весь матч. Спустя сезон перешёл в «Пюник». Наивысшего результата с клубом достиг в 2005 году, дойдя до финала Кубка Армении, где проиграл «Мике». Закарян является один из рекордсменов по числу проведённых за клуб матчей. Отыграв ещё сезон покинул клуб. С 2007 года выступал за капанский «Гандзасар». В середине октября 2010 Закарян отметил сыграл 300-й матч в официальных турнирах. В летнее трансферное окно клуб отказался от услуг Закаряна. Футболист получил статус свободного агента.
В середине сезона 2011 года подписал контракт со столичным «Араратом». С завершением сезона контракт истёк, и клуб продлевать соглашение не захотел.

## Достижения
«Киликия»
- Финалист Кубка Армении: 2005

«Гандзасар»
- Бронзовый призёр чемпионата Армении: 2008